# Manuel Orts Cano
Manuel Orts Cano (Benidorm, 26 d'octubre de 1872 – Algorfa, 1924) fou un polític valencià, diputat i senador a Corts Espanyoles durant la restauració borbònica.

## Biografia
Era un dels principals terratinents valencians, amb terres a Finestrat, Alfàs del Pi i Benidorm. Era cunyat de Alfonso de Rojas y Pascual de Bonanza, i fou escollit alcalde de Benidorm pel Partit Conservador el 1899.
Pel mateix partit fou diputat provincial de Castelló pel districte de Cocentaina-Pego, president de la Diputació d'Alacant de 1914 a 1916, senador per Alacant el març de 1918 i diputat pel sector maurista del Partit Conservador a les eleccions generals espanyoles de 1919 pel districte d'Alacant.